# The Ball Game
The Ball Game is een videospel voor de platforms Commodore Amiga. Het spel werd uitgebracht in 1991. 